# Dossale di Badia Ardenga
Il Dossale di Badia Ardenga è un dipinto frammentario e smembrato a tempera e oro su tavola di Guido da Siena e Dietisalvi di Speme, databile al 1280 circa e conservato in cinque diversi musei europei (Siena, Altenburg, Utrecht e Londra) e statunitensi (Princeton).

## Storia
Nel 1575 monsignor Francesco Bossio, durante la sua visita pastorale nella Badia Ardenga presso Montalcino, fece annotare la presenza di una tavola con Storie della Passione sull'altare maggiore. Verso il 1840 il complesso dovette essere smembrato, ma venne ancora visto e disegnato da Johann Anton Ramboux, nel suo secondo soggiorno italiano, facendo dei disegni dei dodici frammenti rettangolari e dell'Incoronazione della Vergine nella cuspide, disegni oggi conservati allo Städel di Francoforte. Tali riproduzioni sono particolarmente preziose perché permettono di assegnare al complesso anche le tavolette oggi mutile, quali la Strage degli innocenti e la Cattura di Cristo.

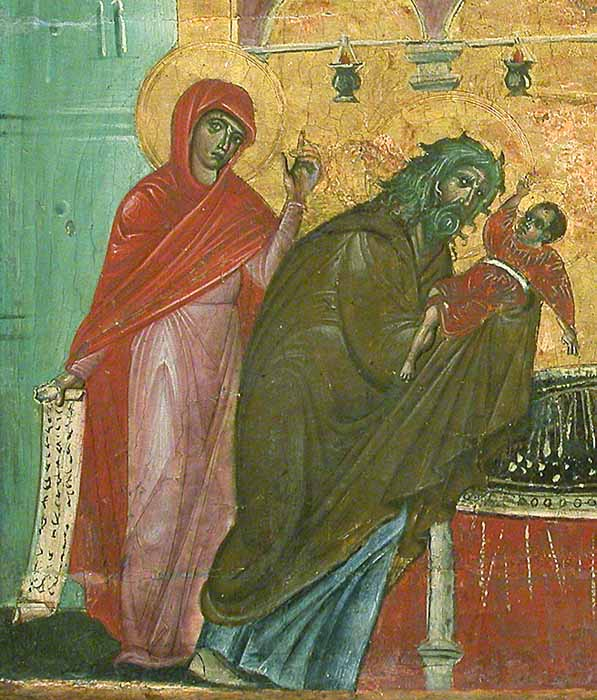
Dettaglio della Presentazione al Tempio

Entro il 1842 lo stesso artista tedesco acquistava tre dei pannelli, che registrò con l'attribuzione a "Guido di Ghezzo, probabilmente Guido da Siena". Alla sua morte, nel 1867, si svolse un'asta e la Salita sulla Croce finì nel Museo arcivescovile di Utrecht, la Natività e la Presentazione al Tempio nella collezione Strölin di Losanna e poi nel Louvre.
Cinque pannelli entrarono nel 1843 nell'Istituto d'Arte di Siena, nucleo della pinacoteca senese.
Altre tre furono acquistate a Roma nel 1850 dal direttore dell'Istituto Archeologico, August Emil Braun, che era agente per il Bernard von Lindenau, il barone appassionato di pittura italiana, che le ricevette nel 1851: l'Adorazione dei Magi, la Fuga in Egitto e la Flagellazione confluirono così poi nel Lindenau Museum.
Infine l'Annunciazione pervenne a Princeton, e il frammento della cimasa al Courtauld Institute.
L'attribuzione a Guido da Siena fu pubblicata nel 1931 da Weigelt, il quale però, sulla base di un controverso passo cinquecentesco di Tizio, le indicò come le aliae della Maestà di San Domenico, ipotesi ripresa poi e valorizzata da Brandi (1933). Oertel (1961) invece credette che al centro della composizione potesse trovarsi la Madonna del Voto nel Duomo di Siena.

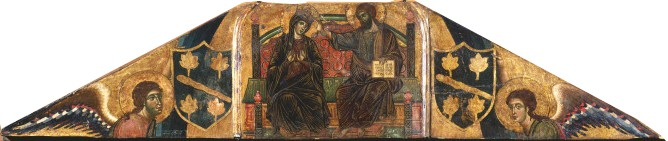
La cuspide

La datazione delle scene è per via attributiva, ed è generalmente riferita al 1275-1280 circa (Torriti, 1990). Luciano Bellosi (1991) sottolineò l'alto livello qualitativo delle scene, attribuendo le scene a Siena a Dietisalvi di Speme (dipinte con una tempera più grassa, conservata peggio, e più vivacemente dinamiche) e ipotizzando che potessero far parte della pale dell'altare maggiore prima della Maestà di Duccio, ipotesi poi smentita dallo studio di Monika Butzek (2001). Bellosi infatti presupponeva che al centro delle tavolette stesse la Madonna del Voto, che invece fu dipinta per l'altare di San Bonifacio.
Barbara John (2001) assegnò poi gli stemmi sull'Incoronazione londinese alla famiglia Tuti della Rocca, che si sarebbe occupata del trasferimento delle tavolette da Siena a Montalcino.
Altri studi hanno rilevato la dimensione non sufficientemente grande del frammento a Londra (Villers e Lehner, 2002) e che la profilatura sull'angolo in alto a destra dell'Annunciazione non è originale (Schmidt e Müller, 2002).
Singolare è la presenza della scena della Salita sulla croce, assente ad esempio nelle storie cristologiche dietro alla Maestà del Duomo di Siena, ma presente in cicli francescani (che ha fatto pensare a una collocazione originaria nella chiesa di San Francesco a Siena).

## Descrizione
I pannelli conosciuti del complesso sono:
| Immagine | Titolo                      | Attribuzione        | Dimensioni in cm | Paese       | Città     | Luogo di conservazione          | Note | Sito ufficiale                                     |
| -------- | --------------------------- | ------------------- | ---------------- | ----------- | --------- | ------------------------------- | --- | -------------------------------------------------- |
|          | Annunciazione               | Guido da Siena      | 35,1x48,8        | Stati Uniti | Princeton | Princeton University Art Museum | La cornice del dipinto è un'aggiunta tarda, compreso lo scarto angolare. La scena è impostata con un parallelismo tra gli edifici dello sfondo e le figure in primo piano (in scala diversa), in modo da amplificare la chiarezza e la dinamicità delle scene. L'arcangelo Gabriele si avvicina da sinistra, mentre la colomba dello Spirito Santo scende su dei tralicci di luce verso Maria, che ha un gesto di ritrosia. Sullo sfondo si vedono i grandi fiori a ombrello, tipici di altre opere dell'artista, presenti anche in altre tavolette della serie. |                                                    |
|          | Natività                    | Guido da Siena      | 36,3x47,6        | Francia     | Parigi    | Louvre                          | La scena è impostata secondo uno schema bizantino, con la grande forma di Maria gestante al centro, sdraiata su un giaciglio rosso che la contiene tutta e che si apre in una cavità nella montagna. Essa si rivolge a Giuseppe, seduto di spalle a sinistra (a rimarcare la sua estraneità all'evento), mentre dietro di essa sta la culla del Bambino con il bue e l'asinello, sulla quale si proietta la stella cometa. In basso Gesù ricompare mentre si leva benedicente sorprendendo le due ancelle che stanno facendogli il primo bagnetto. A destra si sporgono ad adorare i pastori, le cui greggi e cani sono rappresentate da alcuni esemplari vicini ad essi. In alto poi si affacciano, come dai posti d'onore di un palcoscenico, sei angeli a mezza figura                                                                                   | RF 1968-9                                          |
|          | Adorazione dei Magi         | Guido da Siena      | 34x46            | Germania    | Altenburg | Lindenau-Museum                 | Ricompaiono in questa scena gli edifici-quinta in brillanti colori pastello, e il gigantesco fiore a ombrello. Smontando dai cavalli che si intravedono a sinistra, i tre Magi sono arrivati a rendere omaggio al nascituro, portando doni (il primo a sinistra sembra controllare il suo, aprendolo) e inginocchiandosi davanti al trono di Maria per baciare i piedi di suo figlio. Nonostante la Vergine sia quasi di profilo, il trono è disegnato frontalmente, secondo la maniera più arcaica, con una pedana in tralice scorciata alla bell'e meglio. Gradevoli sono le file di fiorellini che decorano il crinale montano al centro. |                                                    |
|          | Presentazione al Tempio     | Guido da Siena      | 34,5x48          | Francia     | Parigi    | Louvre                          | Sotto il padiglione del tempio di Gerusalemme il sommo sacerdote prende gesù dalle mani di Maria per il rituale della presentazione. Dietro di lui sta la profetessa Anna, che tiene un cartiglio e indica il cielo guardando lo spettatore, mentre dall'altro lato la bilancia la presenza di Giuseppe, che porta le colombe necessarie per il sacrificio. | RF 1968-10                                         |
|          | Strage degli innocenti      | Dietisalvi di Speme | 33x40            | Italia      | Siena     | Pinacoteca nazionale            | Scena molto danneggiata e mutila, mostra Erode che affacciandosi da una finestra comanda i soldati di strappare i bambini dalle mani delle madre e giustiziarli. La narrazione si fa vivace, con una notevole caratterizzazione espressiva delle madri dolenti, che si portano le mani ai capelli, svengono e cercano di salvare i figli. I graffi sulle figure negative dei soldati e di Erode sono antichi ed erano tipici dell'antica devozione: si baciavano le figure sacre e si "punivano" quelle negative. |                                                    |
|          | Fuga in Egitto              | Guido da Siena      | 34x46            | Germania    | Altenburg | Lindenau-Museum                 | Il procedere di Maria sopra un asino è suggerito dalle rispondenze e dai gesti tra l'inserviente, che procede tirando l'animale, e Giuseppe, che sta dietro col fagotto legato al bastone sulla spalla e con la destra indica la strada mentre guarda la sua famiglia. La Madonna è qui dipinta nella versione Hodigitria, mentre indica cioè Gesù: si tratta di un'iconografia che simboleggia la Chiesa (Maria) che suggesrisce la strada per la salvezza (Gesù), un tema quindi connesso la viaggio e alla messa in salvo. |                                                    |
|          | Bacio di Giuda              | Dietisalvi di Speme | 34x32,5          | Italia      | Siena     | Pinacoteca nazionale            | Altra scena mutila, e danneggiata, mostra il bacio di Giuda, in primo piano rispetto a una moltitudine di soldati, intuibili dalla selva di lance, alabarde e lanterne che spuntano in alto. A destra, accanto al Cristo, una figura con la clava vorrebbe trascinarlo via. Al lato si trova la consueta quinta architettonica, che doveva avere il suo corrispondente anche sul lato sinistro perduto. |                                                    |
|          | Flagellazione               | Guido da Siena      | 34x46            | Germania    | Altenburg | Lindenau-Museum                 | Anche qui la profilatura nell'angolo superiore destro non è originale. Cristo, legato alla colonna, è coperto dalle ferite mentre due aguzzini (sfigurati dai graffi dei devoti) lo colpiscono con veemenza. Impugnano due fruste diverse, una col bastone come impugnatura, l'altra fatta di tre lunghi fuscelli chiari. edifici color paestello fanno da quinte e da sfondo del palcoscenico. |                                                    |
|          | Salita sulla croce          | Guido da Siena      | 34,6x46          | Paesi Bassi | Utrecht   | Museum Catharijneconvent        | Scena rara quanto complessa e ricca di figure, mostra Cristo che, tirato da un uomo vestito di rosso in bilico sul braccio orizzontale della croce, viene fatto salire, mentre Maria cerca di fermarlo intraponendo la sua stretta e cercando di tenere lontano chi vorrebbe fermarla. Un uomo sta passando i tre chiodi e il martello all'uomo sopra la croce, e un altro accovacciato in basso sta scolpendo qualcosa. Ai lati si vedono le croci per i ladroni, e uno di loro sta seduto nudo in basso a destra: forse il suo compagno si trovava nella zona simmetrica dall'altro lato, dove la pittura è perduta. Ai lati si vedono gruppi in cui si riconoscono soldati, armati, ed ebrei, col copricapo e la barba. Due di essi sollevano simmetricamente un braccio ai lati della croce, forse per incitare i preparativi per la sentenza di morte. |                                                    |
|          | Crocifissione               | Dietisalvi di Speme | 33x48            | Italia      | Siena     | Pinacoteca nazionale            | Il Cristo morto e inarcato divide in due la scena: a sinistra i dolenti san Giovanni e la Madonna; a destra un gruppo di soldati e astanti, tra cui l'ebreo pentito che indica Gesù riconoscendolo come Dio. Si tratta di una citazione abbastanza fedele della recentissima Crocifissione del transetto sinistro di cimabue nella basilica superiore di Assisi, spogliata però degli accenti più drammatici. Il Cristo inarcato, le figure dei due dolenti che si tengono per mano, l'uomo che distende il braccio e anche il soldato dietro di lui che stringe lo scudo sono tutte precise citazioni. Tra gli oggetti che spuntano sopra le teste degli astanti si vede la canna con la spugna imbevuta di aceto. Delle pie donne a sinistra se ne vede una sola; di un'altra solo una parte del velo rosso e l'aureola.                                  |                                                    |
|          | Deposizione dalla croce     | Dietisalvi di Speme | 33,5x47          | Italia      | Siena     | Pinacoteca nazionale            | Scena molto danneggiata, mostra il distacco di Cristo dalla croce. Mentre un uomo sta ancora staccando il chiodo sui piedi con una tenaglia, Nicodemo regge il corpo morto abbracciato dalla Vergine, tra le pie donne ai lati. Anche questa scena deriva da un'opera assisiate, l'affresco del maestro di San Francesco nella basilica inferiore. Qui appare comunque più credibile la disposizione della scala e la collocazione dei personaggi su piani sequenziali. |                                                    |
|          | Compianto                   | Dietisalvi di Speme | 34x47,5          | Italia      | Siena     | Pinacoteca nazionale            | Scena molto danneggiata, vi si legge a malapena il Cristo sdraiato sul sepolcro e baciato da Maria, tra gli altri personaggi. Tra di essi spicca la donna che solleva le braccia disperata, un tema bizantino derivato dall'esempio dei sarcofagi romani con la Morte di Melagro. |                                                    |
|          | Incoronazione della Vergine | Guido da Siena      | 34,3x166,7       | Regno Unito | Londra    | Courtauld Gallery               | Due angeli mozzati stanno vicino a due scudi della famiglia Tuti della Rocca (d'azzurro, alla clava posta in banda d'oro, accostata da quattro foglie dello stesso) che dovette essere committente dell'insieme. Al centro, su di un lungo trono, Gesù incorona Maria, tenendo aperte le Scritture. I cerchi blu che si vedono alludono al teatro dell'evento, i cieli del Paradiso. | Archiviato il 17 gennaio 2015 in Internet Archive. |

Non è chiaro se le scene componessero un paliotto, quindi a sviluppo orizzontale, o una pala longitudinale con la centro una figura di santo (come il San Francesco di Guido di Graziano).
Le tavolette a Siena hanno su un lato esterno una fascia grezza di circa 3 cm, sulla quale doveva stare la cornice, tale margine, ora da una parte ora dall'altra, permette di capire indicativamente la posizione delle tavolette nel complesso. Successiva è la fascia nera o blu che copre questo margine in altre scene.

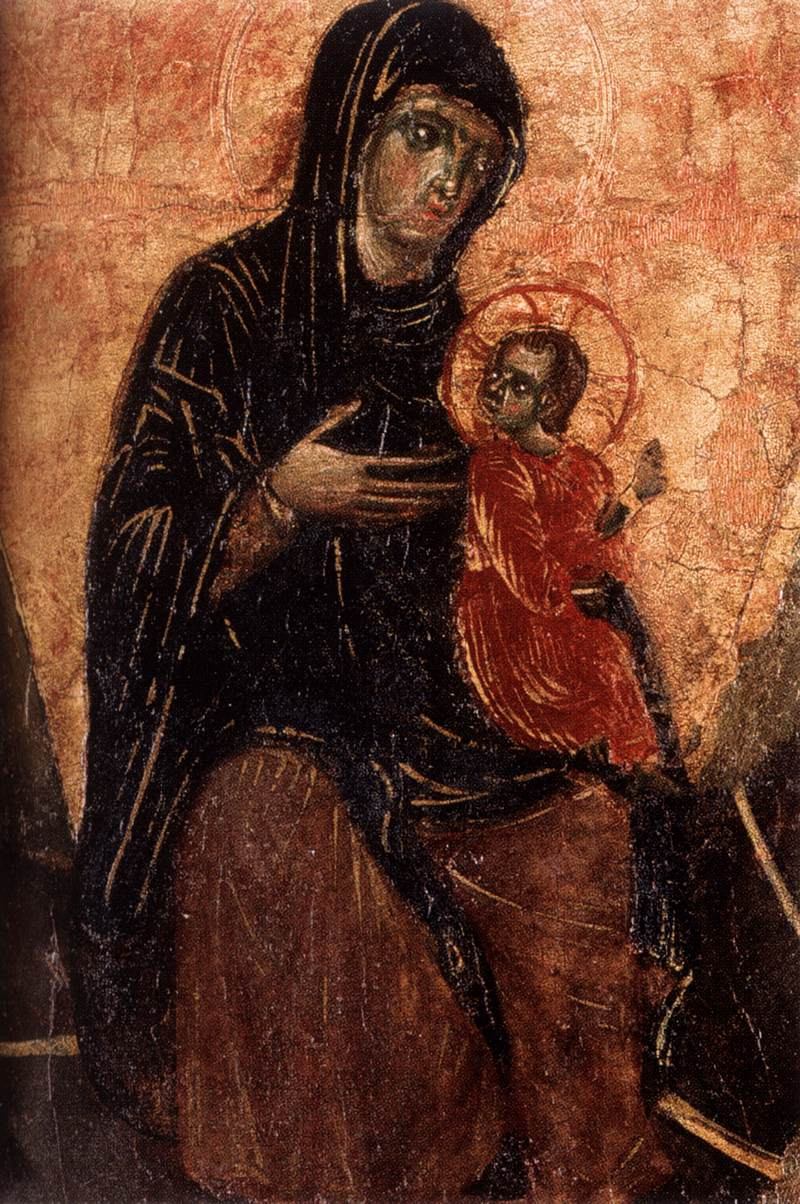
Dettaglio della Fuga in Egitto

## Stile
Stilisticamente le tavolette mostrano una certa luminosità, una morbidezza e un'ampiezza dei panneggi che le mettono in relazione con le opere di Vigoroso da Siena. Appaiono modulate le asperità delle opere giovanili di Guido, derivate da Coppo di Marcovaldo, con uno stile leggermente più avanzato anche della Madonna del Voto. Le figure hanno contorni segnati da leggere incisioni, e sono campite con una pittura più liquida, spesso tono su tono, che usa anche ombre colorate e lacche. Alcuni elementi, come gli scatti dinamici, i giochi di sguardi, la monumentalità corporea delle figure, ricompaiono anche negli affreschi della cripta del Duomo di Siena.
Alcune scene dimostrano influenze iconografiche di Nicola Pisano e stilistiche di Cimabue.